# Douvrain
Pour l’article ayant un titre homophone, voir Douvrin.
Douvrain est un village belge situé en Région wallonne (province de Hainaut) et appartenant à l'ancienne commune de Baudour, aujourd'hui fusionnée avec Saint-Ghislain.

## Environnement
Les marais de Douvrain sont un site d'un grand intérêt biologique.

## Géologie
On y exploite la géothermie.

## Monuments
L'église paroissiale est consacrée à saint Éloi. C'est un édifice de briques et de pierres érigé entre 1872 et 1873.
Un temple protestant, en briques et pierres de taille, date de la même époque (1872).